# Hydrotaea lata
Hydrotaea lata este o specie de muște din genul Hydrotaea, familia Muscidae. A fost descrisă pentru prima dată de Walker în anul 1849. Conform Catalogue of Life specia Hydrotaea lata nu are subspecii cunoscute.